# Munshiganj Sadar
Munshiganj Sadar è un sottodistretto (upazila) del Bangladesh situato nel distretto di Munshiganj, divisione di Dacca. Si estende su una superficie di 160,79 km² e conta una popolazione di 294.823 abitanti (dato censimento 1991).